# 우즈베키스탄의 국기
우즈베키스탄의 국기(우즈베크어: Oʻzbekiston davlat bayrogʻi)는 옥색 위로부터 옥색·하양·초록의 3색 사이에 빨간색의 가는 선을 넣은 국기이며 비율은 1:2이다. 1991년 11월 18일에 국기로써 제정하였다.
1991년 이전에는 소련의 국기에 하얀색 선 2개와 하늘색 선 1개가 그어져 있는 기가 사용되었다. 
옥색은 밤하늘과 물을, 빨강은 생명력과 단결을, 초록색은 자연을 상징하고 초승달과 12개의 별은 우즈베키스탄의 전통문화와 나라의 희망을 상징한다.

## 규격과 색상
우즈베키스탄의 국기 규격과 색상은 다음과 같다.

우즈베키스탄의 국기 규격

| 색상 | 옥색                 | 하양                  | 초록                | 빨강                |
| ---- | -------------------- | --------------------- | ------------------- | ------------------- |
| RGB  | 48–129–247 (#3081F7) | 255–255–255 (#FFFFFF) | 48–135–56 (#308738) | 238–22–46 (#EE162E) |

## 상징
옥색 바탕에는 초승달과 흰색 5각 별 12개를 배치하였는데, 고유의 전통과 문화를 상징하며 12궁도를 나타낸다. 이 나라가 이슬람교 국가이며 초승달이 이슬람교의 상징임에도 불구하고 초승달이 종교보다는 국가 부활에 더 의미를 두고 해석된다는 점이 특징이다. 하양은 평화를, 초록은 자연을, 빨강은 생명력을, 옥색은 영원한 밤과 생명의 근원인 물을 상징한다.

## 이전의 국기

코칸트 칸국의 국기 (1709년-1876년)
부하라 토후국의 국기 (1785년-1920년)
히바 칸국의 국기 (1917년)
히바 칸국의 국기 (1917년-1920년)
우즈베크 소비에트 사회주의 공화국의 국기 (1937년-1941년)
우즈베크 소비에트 사회주의 공화국의 국기 (1941년-1952년)
우즈베크 소비에트 사회주의 공화국의 국기 (1952년-1991년)

## 같이 보기
- 우즈베키스탄